# فینال لیگ قهرمانان اقیانوسیه ۲۰۱۴
فینال لیگ قهرمانان اقیانوسیه ۲۰۱۴ بین آمیکال از وانواتو و اوکلند سیتی از نیوزیلند در ۱۰ و ۱۸ مه ۲۰۱۴ برگزار شد. برنده حق نمایندگی اواف‌سی در جام باشگاه‌های جهان ۲۰۱۴ را به دست آورد. هردو تیم به جام پرزیدنت اقیانوسیه ۲۰۱۴ راه یافتند.
بازی رفت ۱–۱ مساوی شد، اما اوکلند سیتی بازی برگشت را ۲–۱ برد و ششمین قهرمانی خود را بدست آورد.

## پیش زمینه
آمیکال در یک فینال قبلی لیگ قهرمانان اقیانوسیه بازی کرده بود، جایی که در سال ۲۰۱۱ در مجموع ۶–۱ به اوکلند سیتی باخت. اوکلند سیتی مدافع عنوان قهرمانی ۳ باره بود و در پنج فینال قبلی بازی کرده بود و همه آنها را در سال‌های ۲۰۰۶ و ۲۰۰۹، ۲۰۱۱، ۲۰۱۲ و ۲۰۱۳ برده بود.
دو تیم در مرحله گروهی این فصل با نادی فیجی و دراگون تاهیتی در گروه B قرار گرفتند. هر دو تیم در دو بازی اول خود پیروز شدند و آمیکال در بازی پایانی با نتیجه ۱–۰ پیروز شد تا در صدر مرحله گروهی قرار گیرد، در حالی که اوکلند سیتی نیز به عنوان بهترین نایب قهرمان به نیمه نهایی راه یافت. در نیمه نهایی، آمیکال، با فیجی را حذف کرد، در حالی که اوکلند سیتی پیرائه تاهیتی را حذف کرد.

## مسابقات

### بازی رفت
| آمیکال  | ۱–۱    | اوکلند سیتی |
| ------- | ------ | ----------- |
| فرد ۷۵' | Report | تاده ۲۹'    |

### بازی برگشت
| اوکلند سیتی           | ۲–۱    | آمیکال      |
| --------------------- | ------ | ----------- |
| د وریس ۶۷' · تاده ۸۷' | Report | تنگیس ۴۵+۱' |

| آمیکال | اوکلند سیتی |